# Nick Waldron
Nicholas „Nick“ Waldron (* 26. Mai 1982) ist ein neuseeländischer Fußballschiedsrichter.
Waldron leitet seit vielen Jahren Spiele in der New Zealand Football Championship bzw. der National League Championship.
Seit 2007 steht er auf der Liste der FIFA-Schiedsrichter und leitet internationale Fußballpartien, unter anderem in der OFC Champions League.
Bei der Klub-Weltmeisterschaft 2016 in Japan wurde Waldron als Videoschiedsrichter eingesetzt.
Am 30. April 2017 leitete Waldron das Final-Hinspiel der OFC Champions League 2017 zwischen Auckland City FC und Team Wellington (3:0).
Zudem war er unter anderem bei der U-17-Weltmeisterschaft 2015 in Chile, bei der U-20-Weltmeisterschaft 2017 in Südkorea und bei der U-17-Weltmeisterschaft 2019 in Brasilien im Einsatz.